# Jatropha bornmuelleri
Jatropha bornmuelleri är en törelväxtart som beskrevs av Ferdinand Albin Pax. Jatropha bornmuelleri ingår i släktet Jatropha och familjen törelväxter. Utöver nominatformen finns också underarten J. b. penicillata.